# Crassula columella
Crassula columella (лат.) — вид суккулентных растений рода Толстянка (Crassula) семейства Толстянковые (Crassulaceae), естественно произрастающий на территории Капской провинции Южно-Африканской Республики.

## Название
Родовое латинское название Crassula происходит от латинского слова crassus, — «толстый», в основном из-за присутствия у растений этого рода сочных листьев.
Видовой латинский эпитет columella происходит от лат. column — «столб». Эпитет объясняется столбчатой формой тела, обусловленной перегруженными листьями.

## Описание

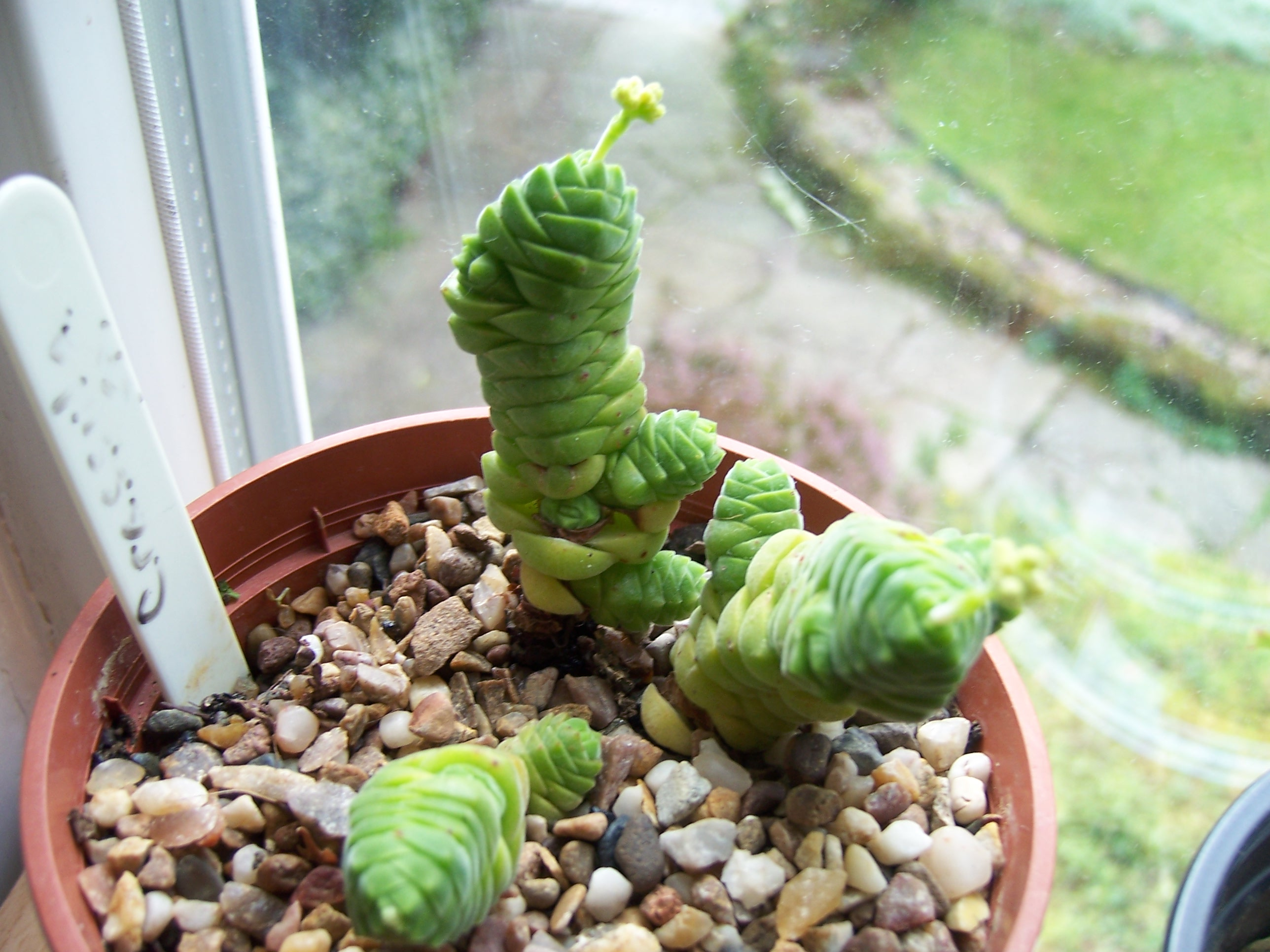
В культуре

Многолетники с прямостоячими стеблями высотой до 15 см, часто с немногочисленными разветвлениями у основания или на верхушке, имеют широкояйцевидные листья размером 5-8 х 6-10 мм с тупыми или часто остроконечными вершинами. Листья вогнутые сверху и выпуклые снизу, плотно охватывают стебель и образуют четырехгранный столбик диаметром 7-20 мм. Окраска листьев варьируется от зеленого до желтовато-зеленого цвета, часто с красным оттенком к вершинам.
Соцветие — рыхлый округло-верхушечный тирс с цветоносом длиной 20-50 мм и тонкими, слегка отогнутыми волосками. Чашечка имеет треугольные доли 1-1,5 мм длиной, острые или тупые, покрытые тонкими раскидистыми волосками, часто слегка отогнутыми с краевыми ресничками, мясистые, от зеленого до красного цвета. Венчик трубчатый, сросшийся у основания на 0,2-0,3 мм, варьируются от кремового до бледно-желтого, переходящего в коричневый цвет, с продолговатыми или продолговато-эллиптическими лопастями длиной 2-2,5 мм. Тычинки с коричневыми пыльниками, чешуйки от поперечно-продолговатых до почти квадратных, 0,5-0,6 х 0,5-0,7 мм, слегка выемчатые и едва суженные к основанию, мясистые, желтого цвета.

## Таксономия
Crassula columella Marloth & Schönland, первое упоминание в Trans. Roy. Soc. South Africa 17: 255 (1929).